# Märkische Union (Zeitung)
Die Märkische Union wurde als letzte CDU-Tageszeitung für Brandenburg am 3. Februar 1948 mit einer Lizenz der SMAD gegründet. Die Nachrichtenagentur ADN meldete die Genehmigung der „Besatzungsmacht“ bereits am 31. Dezember 1947 und nannte den Zeitungstitel Märkische Union sowie als Herausgabeort Potsdam. Die Zeitung erschien zunächst nur dreimal wöchentlich. Der damalige Vorsitzende der CDU im Lande Brandenburg, Wilhelm Wolf, schrieb in der ersten Ausgabe der Märkischen Union, dass Deutschlands Einheit oberstes Ziel bleibt.
Erster Verlagsleiter war der Brandenburger stellvertretende CDU-Landesvorsitzende und ab November 1948 1. Vorsitzende dieser Blockpartei im Land Brandenburg, Karl Grobbel. Erster Chefredakteur wurde Hans-Werner Gyßling und blieb es bis Februar 1949. Von 1948 bis 1950 war Xaver Kugler Redakteur bei der Märkischen Union, der zuvor Volontär unter Gyssling bei der CDU-Zeitung Der Demokrat in Schwerin war. Mit Hilfe von veröffentlichten Anzeigen in Neue Zeit wurden geeignete Redakteure für Politik und Lokales vom Verlag MÄRISCHE UNION gesucht, der seinen Sitz in Potsdam, Alte Wache, Lindenstraße/Ecke Charlottenstraße, hatte. Das von Gyßling redaktionell geleitete Blatt  ergriff Partei für Ernst Lemmer, als in Berliner Presseorganen gegen den CDU-Politiker Attacken geritten wurden. Die CDU-Zeitung stellte die positive Mitarbeit Lemmers im Landtag von Brandenburg fest: „Seine Tätigkeit ist ein eindeutiger Beweis für seine Haltung. Lemmer hat sich in keinem Zeitpunkt von der Politik des Landesverbandes Brandenburg, dem er als Mitglied und führender Funktionär angehört, distanziert. Auf das gute kameradschaftliche Verhältnis zwischen Lemmer und seinen Fraktionskollegen, u. a. Landesverbandsvorsitzenden Dr. Wolf und Otto Nuschke von der Zonenleitung“, wies die Märkische Union mit Nachdruck hin.
Gyßlings Nachfolger als Chefredakteur wurde Walter Schur bis März 1951. Günter Wirth war von 1948 bis 1950 Redaktionssekretär bei der Märkischen Union, arbeitete anderthalb Jahre für deren Kulturteil und wurde 1961 stellvertretender Chefredakteur von Neue Zeit.
Nach Bildung der DDR-Bezirke im Jahre 1952 wurden mit ihr die Leser in den Territorien der gleichnamigen Bezirke Cottbus, Frankfurt/Oder und Potsdam beliefert. Die Auflage betrug im Jahre 1981 rund 41.000 Exemplare, vgl. Tageszeitungen der DDR. Zwischen den Redaktionen der Tageszeitung Die Union, Dresden, und der Märkischen Union, Potsdam, fand eine enge Kooperation statt. Die Chefredakteure von DIE UNION waren in den 1950er Jahren bis zur Friedlichen Revolution 1989 zugleich Chefredakteure von der Zeitung Märkische Union: Ursula Friedrich  von 1958 bis 1960, Karl-Friedrich Fuchs von 1960 bis 1971, Johannes („Hans“) Zillig von 1973 bis 1977, Dieter Eberle von 1974 bis 1977 und von Mitte 1977 bis 1989 Fred Eismann. Von kommunalpolitischen und kulturellen Ereignissen in den Bezirken der DDR berichteten Redakteure der regionalen Zeitungen der CDU, die zu diesen Themen auch für das CDU-Zentralorgan Neue Zeit Artikel schrieben.
Ihr Erscheinen stellte die Märkische Union, die nach der Wende 1989 noch als unabhängige Tageszeitung existierte, aus wirtschaftlichen Gründen am 28. Februar 1990 ein.